# Cephalophyllum framesii
Cephalophyllum framesii är en isörtsväxtart som beskrevs av L. Bol. Cephalophyllum framesii ingår i släktet Cephalophyllum och familjen isörtsväxter. Inga underarter finns listade i Catalogue of Life.

## Bildgalleri

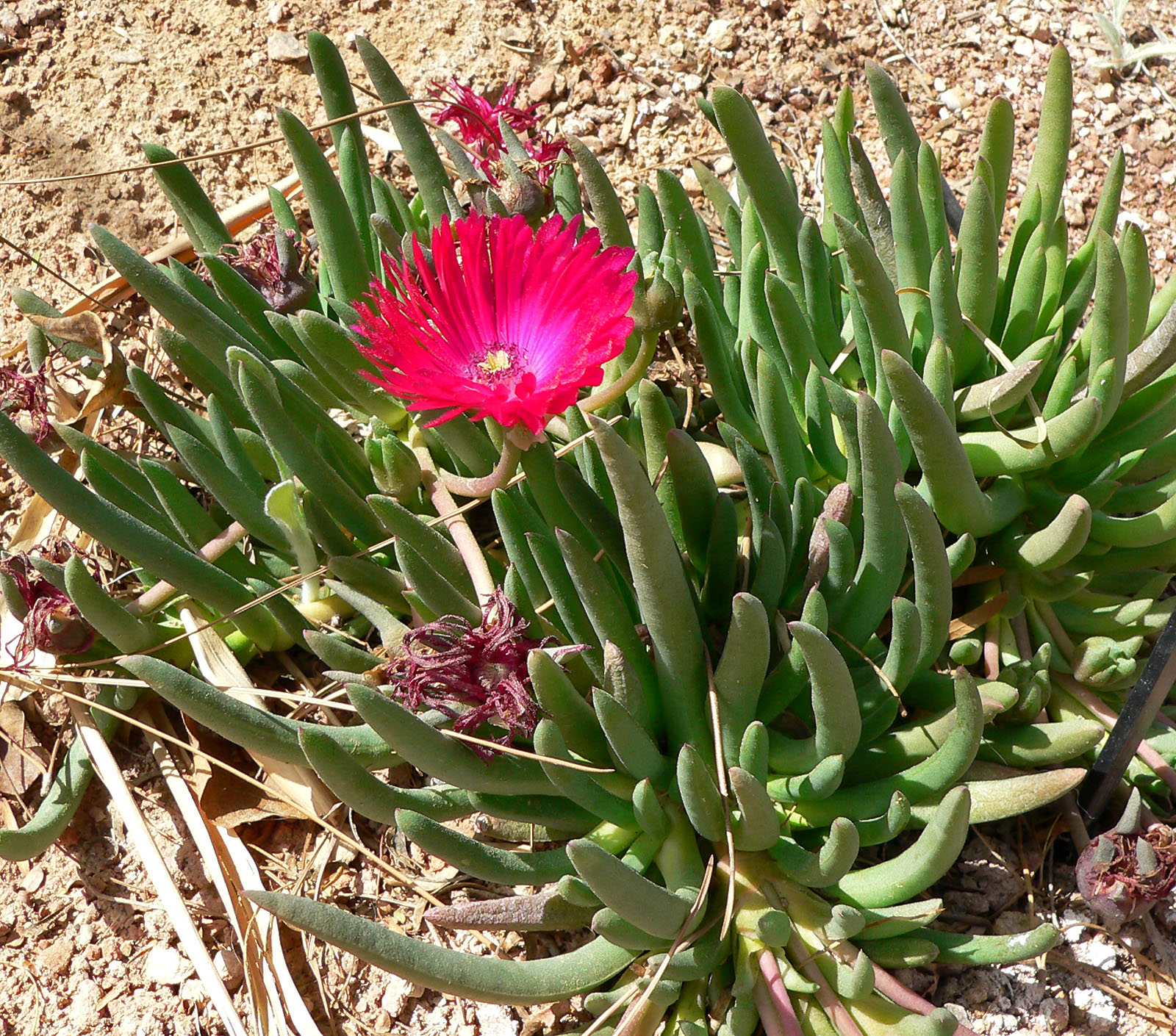
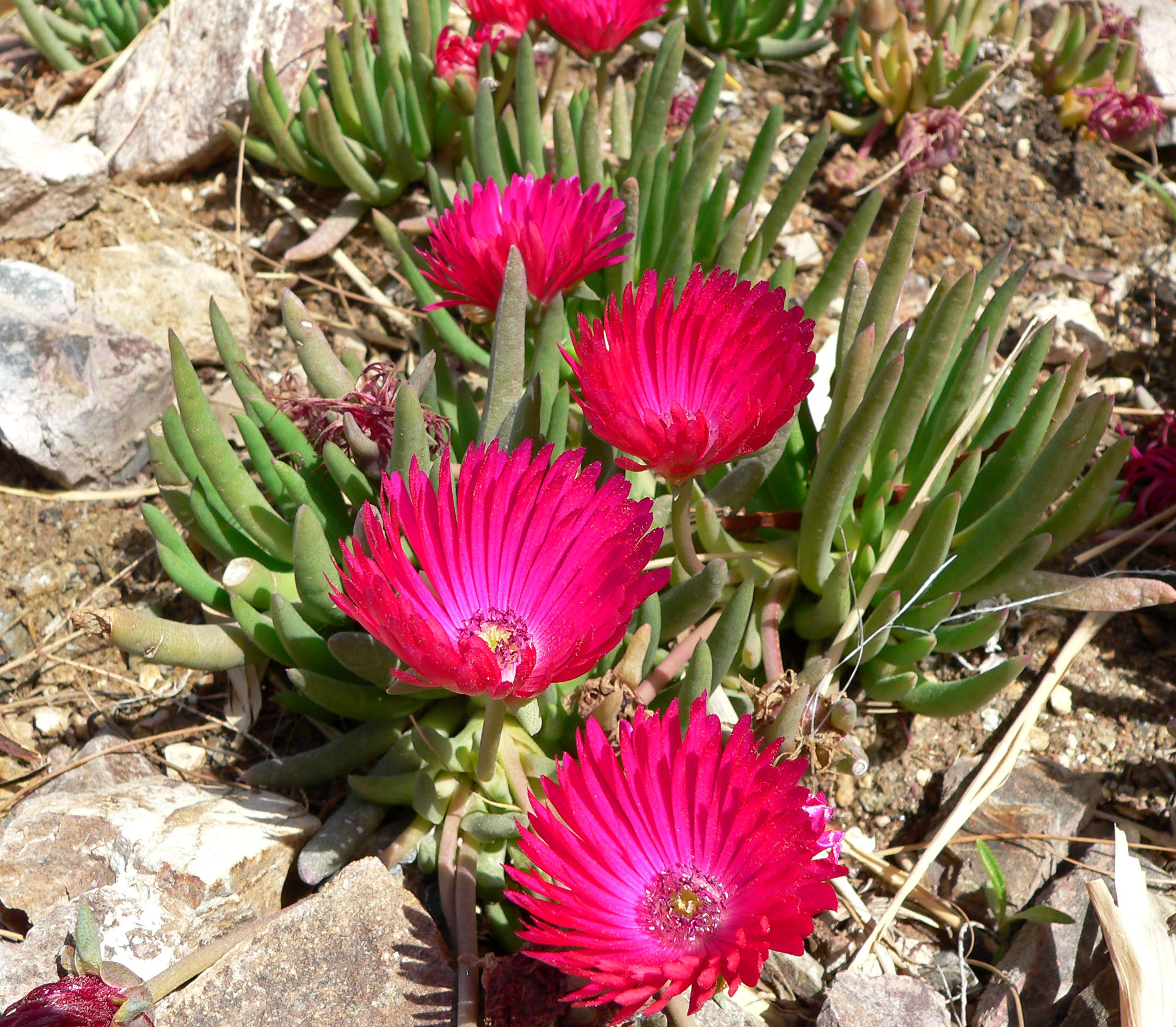
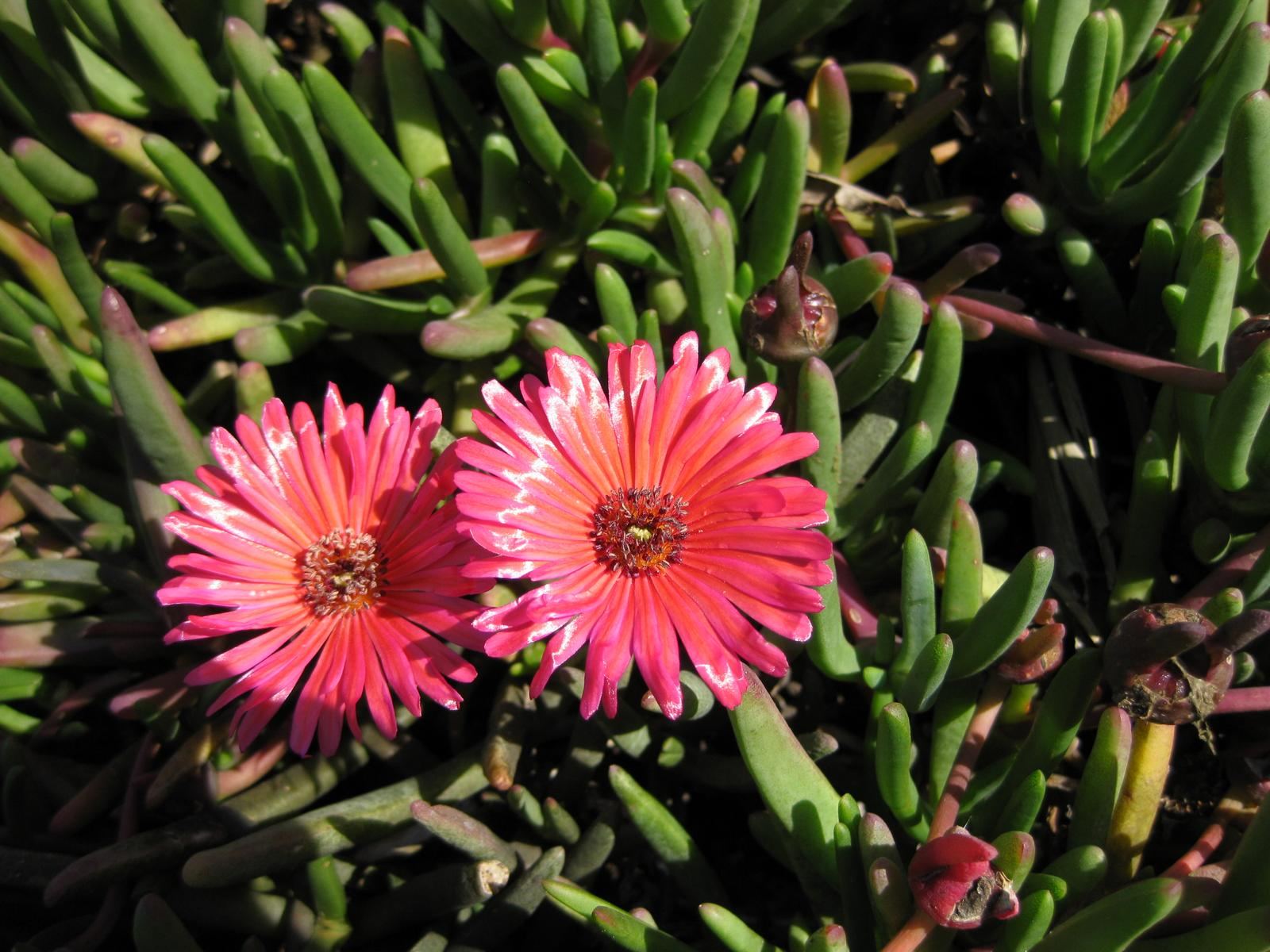
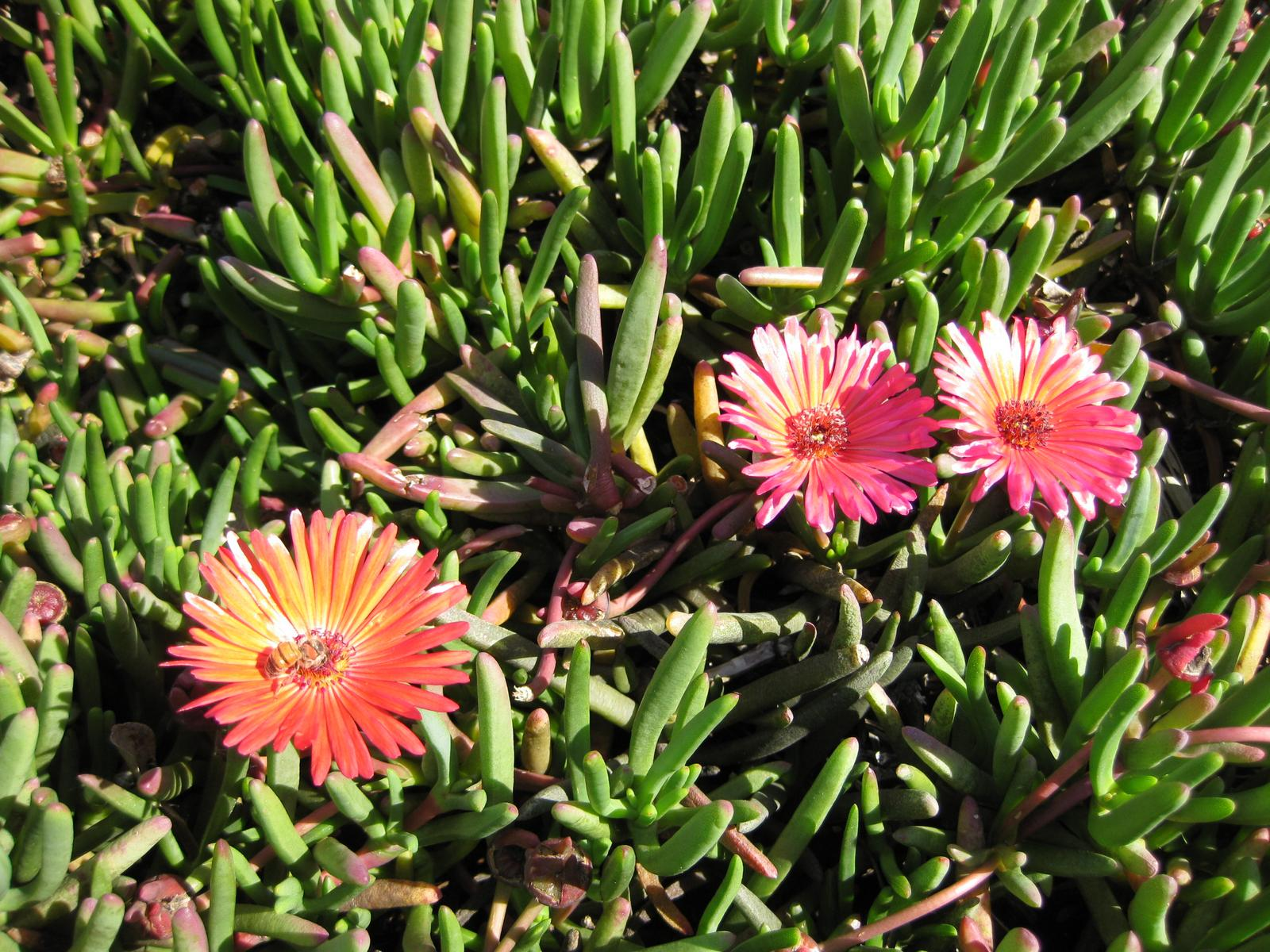
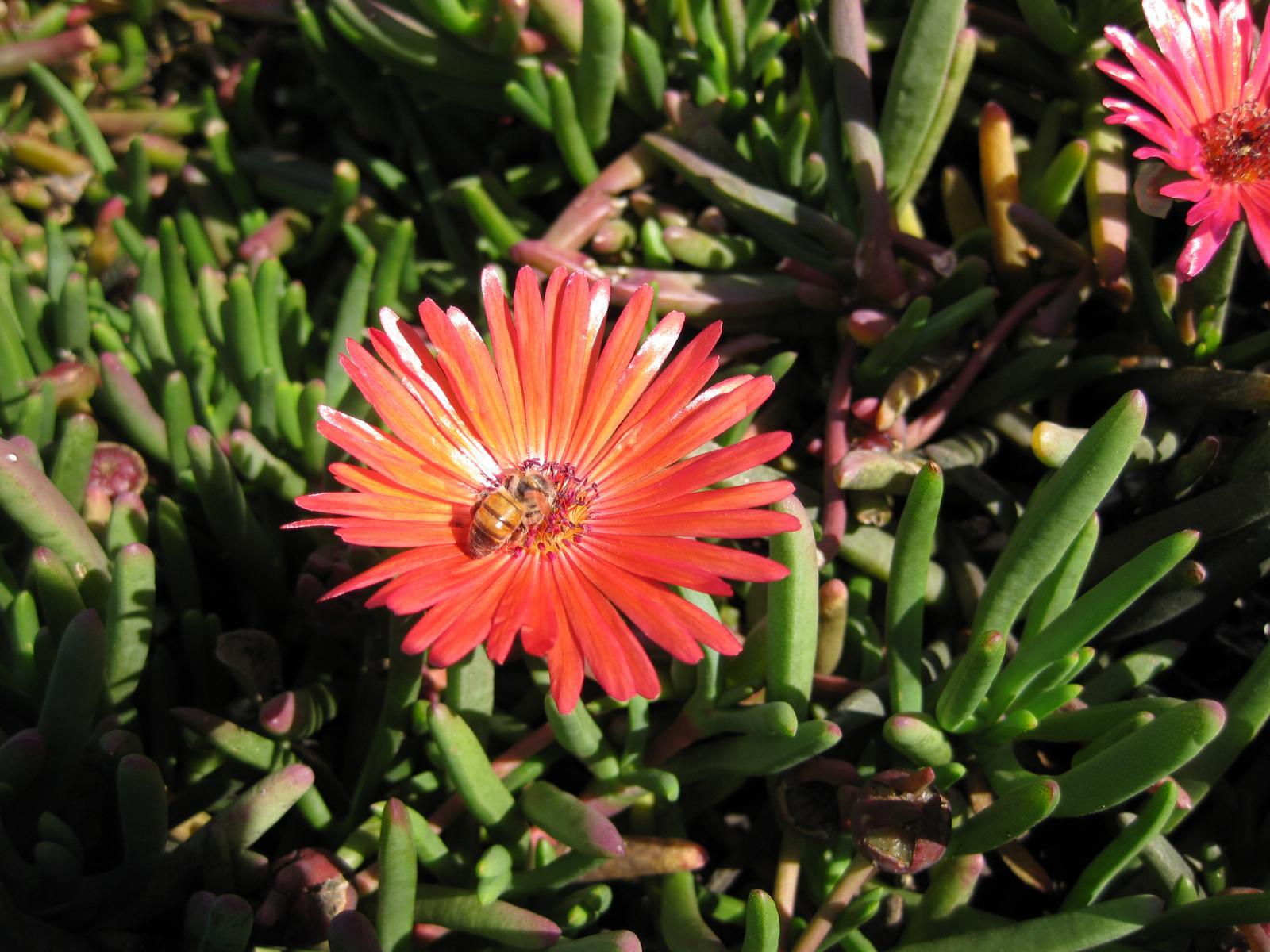
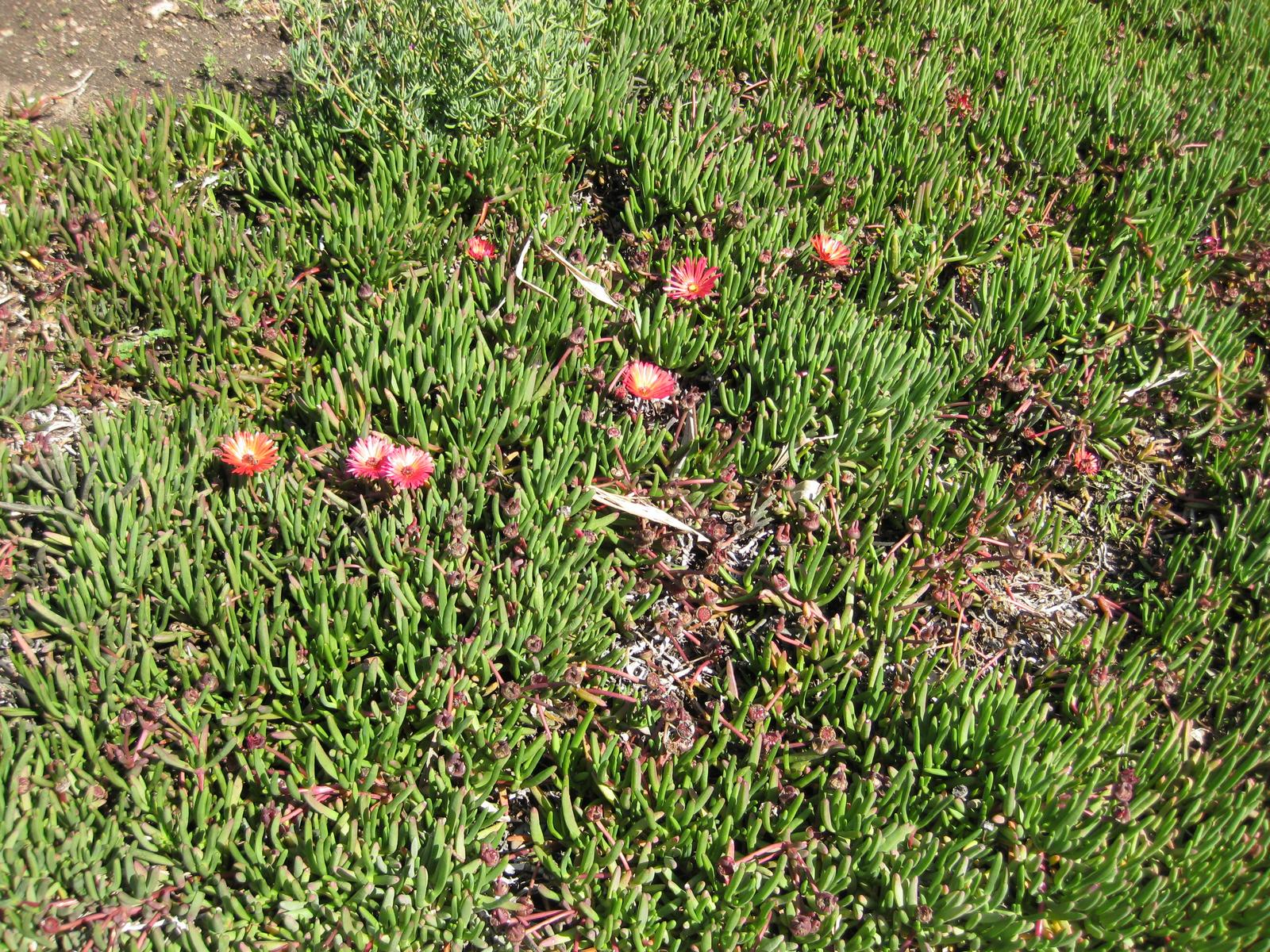